# Schlacht von Asculum
Saguntum – Lilybaeum II – Rhone – Ticinus – Trebia – Cissa – Trasimenischer See – Ager Falernus – Geronium – Cannae – Nola I – Nola II – Ibera – Cornus – Nola III – Beneventum I – Syrakus – Tarentum I – Capua I – Beneventum II – Silarus – Herdonia I – Obere Baetis – Capua II – Herdonia II – Numistro – Asculum – Tarentum II – Neu Karthago – Baecula – Grumentum – Metaurus – Ilipa – Crotona – Große Felder – Cirta – Zama
Die Schlacht von Asculum, oder Schlacht von Canusium, wie sie oft genannt wird, war ein Gefecht zwischen Römern und Karthagern im Zweiten Punischen Krieg um 209 v. Chr. Es gab kein eindeutiges Resultat am Ende dieser Schlacht.

## Vorgeschichte
Nach den großen Niederlagen bei Cannae und dem Trasimenischen See investierte Rom immer mehr Geld und Menschen in die Armee, um der karthagischen Bedrohung Herr zu werden. Viele der römischen Männer wurden zwangseinberufen, sogar Sklaven wurden bewaffnet ins Feld geschickt, so dass um 210 v. Chr. Rom über 21 Legionen verfügte. Das Oberkommando über diese Armeen hatte Quintus Fabius Maximus, ein Feldherr, der die Schlachten immer noch mit veralteten Angriffsformationen und offenen Feldschlachten zu gewinnen versuchte. In der Kriegsführung waren sich die Römer allerdings uneinig: Viele erfahrene Feldherren wie Marcus Claudius Marcellus wussten, dass Hannibal in einer offenen Feldschlacht nicht zu besiegen war und nutzten daher oft Festungen um Siege zu erringen, wie z. B. in den drei Schlachten von Nola. Wegen seiner bisherigen Erfolge stellte man ihn an die Spitze einer 20.000 Mann starken Armee, die Hannibal bei Asculum nun endgültig schlagen sollte.
Die römische Streitmacht wurde in drei Teile geteilt, jede unter der Führung eines Generals: Marcus Claudius Marcellus, Quintus Fabius Maximus oder Fulvius Flaccus. Eine vierte Armee, ebenfalls von Fabus geführt, griff die Verstärkung von Hannibals Heer an.
Das Heer des Marcellus lagerte nun bei Asculum, nicht weit von Hannibals Standort entfernt. 209 v. Chr. kam es zu einer dreitägigen Schlacht.

## Die Schlacht
Hannibal versuchte die Bewohner von Asculum auf seine Seite zu ziehen, was dem römischen Heer die Nahrungsmittelversorgung unterbrochen hätte. Die Numider hatten bereits mehrere Städte von einer Feindschaft gegen Rom überzeugen können. Doch nun besetzten die römischen Truppen in mehreren Scharmützeln die Städte, wodurch die numidische Garnison fast zur Gänze aufgerieben wurde. Hannibal zog sich zurück. Er stellte Marcellus einen Hinterhalt auf den Feldern vor der Stadt. Die Schlacht war verlustreich und wurde erst durch das Einbrechen der Nacht beendet.
Am nächsten Tag griffen die Karthager im Morgengrauen an: Sie konnten den linken Flügel der römischen Armee in der Feldschlacht zurückschlagen, was die Römer zu einem Rückzug zwang und 2.700 von ihnen das Leben kostete. Hannibal sah jedoch von einer Verfolgung ab.
Marcellus ließ sich von diesem Schlag nicht entmutigen: Am dritten Tag standen sich die Heere wieder gegenüber, die Römer verstärkt durch neu hinzugekommene Kavallerie. Die Karthager hatten nun Kriegselefanten und schickten sie in die Schlacht. Anfangs gab es die von Hannibal gewünschten Auswirkungen: Die Elefanten stifteten Panik in den römischen Reihen. Doch gelang es den römischen Bogenschützen, die Elefanten zurückzutreiben, wodurch sie den eigenen Truppen hohe Verluste zufügten. Die Römer setzten sofort mit ihrer Kavallerie nach und schlugen so die Karthager in die Flucht. Doch auf Seiten der Römer gab es 3.000 Tote, so dass Marcellus Hannibal nicht verfolgen konnte. Das karthagische Heer zog ab und die Schlacht war beendet.

## Folgen
Die Römer erzwangen zwar keinen Sieg, doch konnten sie Hannibal in eine Defensive drängen. Es begann die Zeit der römischen Siege, da der karthagische Kampfgeist fast aufgebraucht war.